# حاسبة جنوم
حاسبة جنوم (بالإنجليزية: Gnome Calculator)‏ عرفت سابقاً ب(gcalctool)، هي الحاسبة البرمجية التي تضمن مع بيئة سطح مكتب جنوم. طوِّرت بِلُغتي سي وفالا وهي جزء من تطبيقات جنوم الرئيسية.

## أنماط
- بسيط - واجهة للمعادلات البسيطة تشبه الآلة الحاسبة المكتبية.
- متقدم - واجهة تحتوي على دالات علمية وتدعم المتغيرات المخصصة.
- اقتصاد - حسابات اقتصادية وتحويل العملات.
- برمجة - واجهة تحتوي أدوات لمعالجة البتات وتحويل الأساس.
- لوحة المفاتيح - معظم المساحة تعرض النتيجة، ولا توجد أزرار في الواجهة. تدعم تحويل العملات والوحدات.

## صيغة
حاسبة جنوم تستخدم التدوين الوسطي الشائع للدالات ذات الحدين، مثل الدالات الأربعة الأساسية. عكس العديد من الحاسبات الأخرى تستخدم التدوين القبلي وليس البعدي للدالات الأحادية. على سبيل المثال لحساب sine لواحد، يجب على المستخدم ضغط المفاتيح sin+1+= وليس 1+sin.
الفاصل العشري في لوحة الأرقام يعتمد على تخطيط لوحة المفاتيح العام منذ النسخة 3.12.3.

## التعامل مع المتغيرات
الأنماط المتقدمة، والاقتصادية، والبرمجية تقدم ميزات لتخزين واسترجاع القيم المسجلة كمتغيرات.

## وصلات خارجية
- الموقع الرسمي